# Parablennius sanguinolentus
Espèce
Statut de conservation UICN

 LC  : Préoccupation mineure
Parablennius sanguinolentus, communément appelé Blennie palmicorne, est une espèce de poissons de la famille des Blenniidae qui se rencontre dans l'Atlantique Est, de l'embouchure de la Loire jusqu'aux côtes marocaines et également en Méditerranée et en mer Noire.

## Description
Parablennius sanguinolentus mesure jusqu'à 20 cm.

## Régime alimentaire
Parablennius sanguinolentus se nourrit presque exclusivement d'algues.